# Дірк Карлсон
Дірк Карлсон (англ. Dirk Carlson, нар. 1 квітня 1998, Портленд) — люксембурзький футболіст американського походження, захисник швейцарського клубу «Грассгоппер» і національної збірної Люксембургу.

## Клубна кар'єра
Народжений 1 квітня 1998 року в американському Портленді гравець починав займатися футболом у школі люксембурзького клубу «Расінг». Дорослу футбольну кар'єру розпочав 2016 року в основній команді того ж клубу, в якій того року взяв участь в одному матчі чемпіонату. 
Своєю грою за цю команду привернув увагу представників тренерського штабу клубу «Петанж», до складу якого приєднався того ж 2016 року. Відіграв за цю команду наступні два сезони своєї ігрової кар'єри.
2018 року уклав контракт з клубом «Грассгоппер», в структурі якого, утім, почав виступи за молодіжну команду.

## Виступи за збірні
2014 року дебютував у складі юнацької збірної Люксембургу, взяв участь у 15 іграх на юнацькому рівні.
З 2016 року залучається до складу молодіжної збірної Люксембургу.
Того ж 2016 року дебютував в офіційних матчах у складі національної збірної Люксембургу, попри юний вік швидко ставши її основним захисником.

## Статистика виступів

### Статистика виступів за збірну
| Дата       | Місто      | Господарі  | Результат | Гості      | Турнір                               | Голи | Примітки |
| ---------- | ---------- | ---------- | --------- | ---------- | ------------------------------------ | ---- | -------- |
| 2-9-2016   | Рига       | Латвія     | 3 – 1     | Люксембург | товариський матч                     | -    | 72'      |
| 7-10-2016  | Люксембург | Люксембург | 0 – 1     | Швеція     | Відбір до ЧС 2018                    | -    | 56'      |
| 10-10-2016 | Борисов    | Білорусь   | 1 – 1     | Люксембург | Відбір до ЧС 2018                    | -    | 13', 44' |
| 28-3-2017  | Есперанж   | Люксембург | 0 – 2     | Кабо-Верде | товариський матч                     | -    | 30'      |
| 9-11-2017  | Люксембург | Люксембург | 2 – 1     | Угорщина   | товариський матч                     | -    | 62'      |
| 22-3-2018  | Та-Калі    | Мальта     | 0 – 1     | Люксембург | товариський матч                     | -    | 77'      |
| 27-3-2018  | Люксембург | Люксембург | 0 – 4     | Австрія    | товариський матч                     | -    | 89'      |
| 31-5-2018  | Люксембург | Люксембург | 0 – 0     | Сенегал    | товариський матч                     | -    | 80'      |
| 5-6-2018   | Люксембург | Люксембург | 1 – 0     | Грузія     | товариський матч                     | -    | 86'≠     |
| 8-9-2018   | Люксембург | Люксембург | 4 – 0     | Молдова    | Ліга націй УЄФА 2018-2019 - 1-й етап | -    |          |
| 11-9-2018  | Серравалле | Сан-Марино | 0 – 3     | Люксембург | Ліга націй УЄФА 2018-2019 - 1-й етап | -    |          |
| 12-10-2018 | Мінськ     | Білорусь   | 1 – 0     | Люксембург | Ліга націй УЄФА 2018-2019 - 1-й етап | -    |          |
| 18-11-2018 | Кишинів    | Молдова    | 1 – 1     | Люксембург | Ліга націй УЄФА 2018-2019 - 1-й етап | -    |          |
| Усього     |            | Матчів     | 13        |            | Голів                                | 0    |          |

| Дата      | Місто                    | Господарі  | Результат | Гості | Турнір | Голи | Примітки |
| --------- | ------------------------ | ---------- | --------- | --- | ------ | ---- | -------- |
| 29-3-2016 | [[Люксембург (місто)\|]] | Люксембург | LUX – 0   | [[Файл:Шаблон:Прапор 0\|20x13px\|0]] [[Молодіжна збірна Шаблон:Назва країни РВ 0 з футболу\|Шаблон:Назва країни 0]] | -      | BGR  |          |
| Усього    |                          | Матчів     | 1         | | Голів  | 0    |          |